# 云蒙山国家森林公园
云蒙山国家森林公园是位于中国北京市密云区与怀柔区的一个国家森林公园，设立于1995年11月，占地面积22.08平方千米，是国家3A级旅游景区。2017年森林公园接待中外游客6.5万人次，综合年收入165万元，固定支出155万元，全年累计亏损65万余元。

## 历史

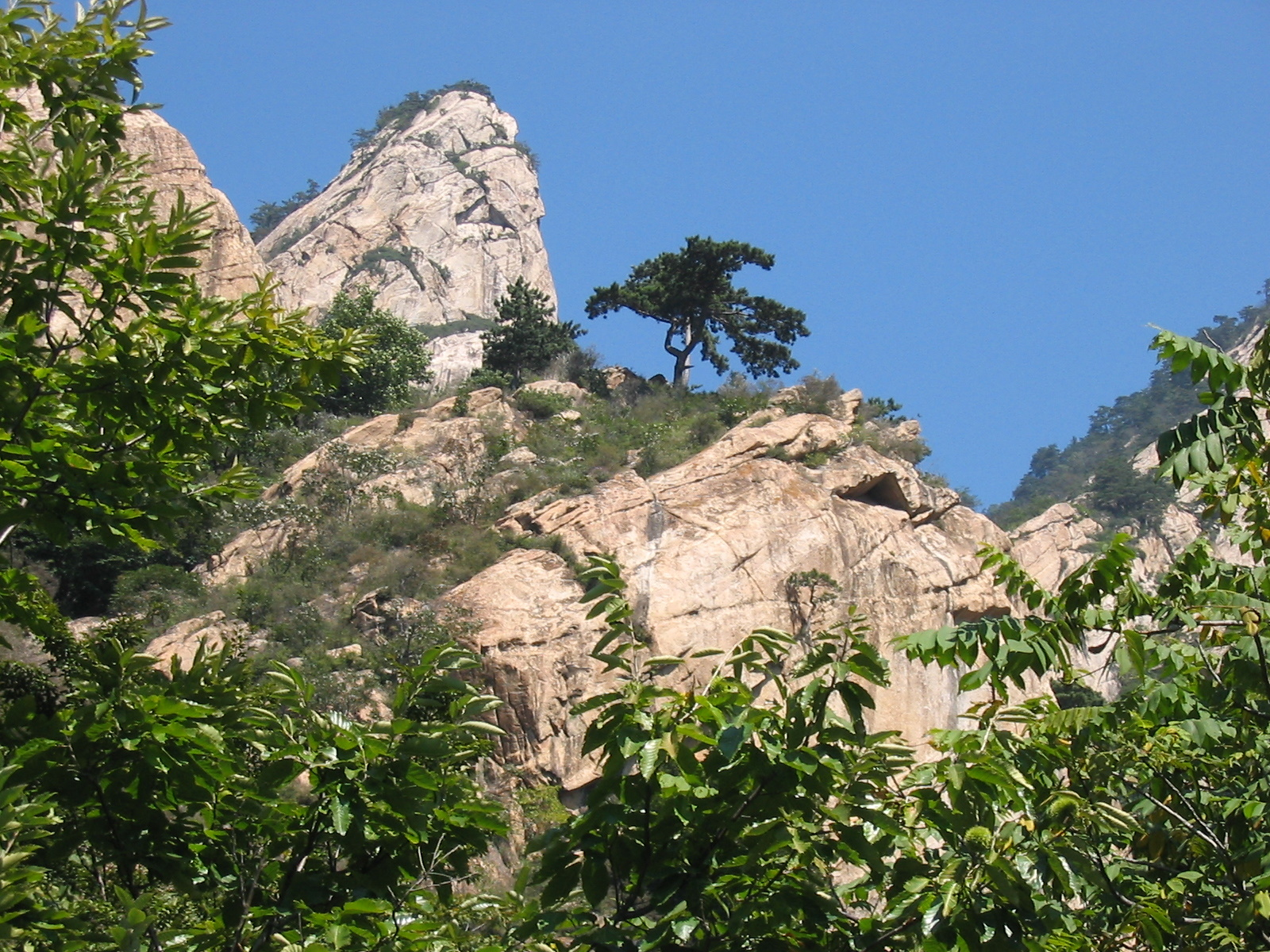
云蒙山景色如黄山，有“小黄山”之称。图中景观类似黄山迎客松。

云蒙山古称“云梦山”，因其阴雨日山顶多云雾而得名。又因其景色如黄山，故有“小黄山”和“黄山缩影”之称。传说孙膑、庞涓曾在云蒙山拜鬼谷子为师学艺。云蒙山上有多处与孙膑相关的遗迹，至今还保留着始建于明代的孙膑庙遗址。
1992年3月，云蒙山森林公园在原云蒙山林场基础上建成，开始尝试森林旅游工作接待，1993年5月开始接待游人，同年被原北京市林业局批准为市级森林公园，1995年11月被原林业部批准为国家森林公园。森林公园与林场一个机构两块牌子，2015年林场正式职工除主要负责人外撤出森林旅游，专职森林管护，外聘人员负责森林公园运营。

## 地理概况

### 位置境域
云蒙山国家森林公园位于北京市东北部、密云区西部，北、东与密云区石城镇交界，南与西田各庄镇、怀柔区怀北镇相连，西与怀柔区琉璃庙镇接壤，距离东直门85千米，距离密云城区51千米。公园总面积22.08平方千米，是208.7平方千米的云蒙山的核心地区。111国道从山体西侧穿过，东有101国道可达。云蒙山自然保护区位于云蒙山山区西侧，与森林公园境域大体一致。

### 地貌地质

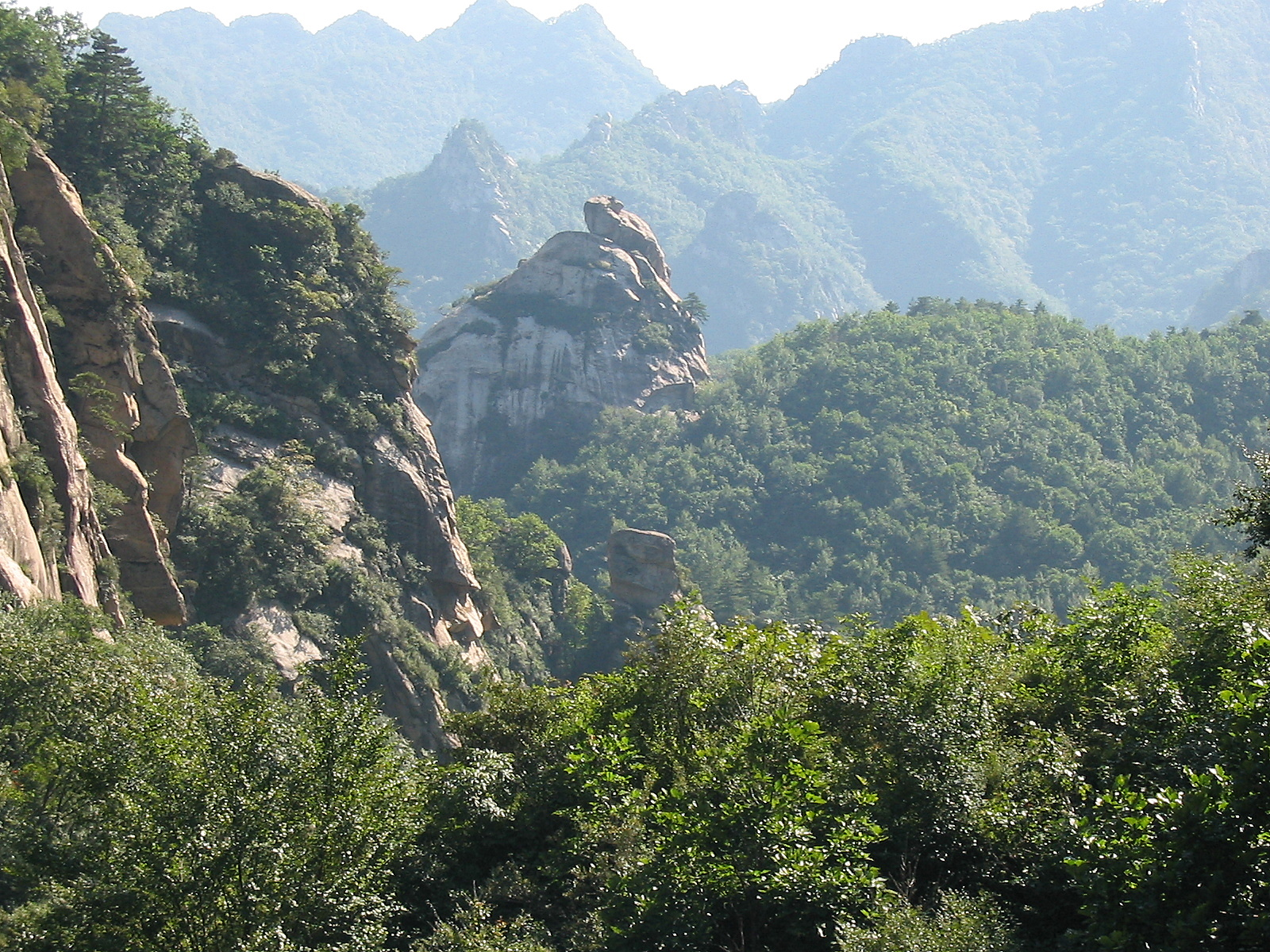
森林公园内的陡峰和断崖

云蒙山地处华北平原与蒙古高原的过渡地带，是燕山山脉在京北的主体军都山的组成部分，主体岩性为花岗闪长岩，结构均一，硬度很大，三向节理发育，块状崩塌和球状风化现象明显。刚性断裂崩塌形成了陡峰和巨崖，而球状风化则形成了众多浑圆状峰形、石蛋和圆形水潭等地貌。陡峭起伏的地貌是流水侵蚀和风化最活跃的地段，故公园区域水土流失较严重，容易产生重力崩塌和滑坡等地质灾害，为泥石流易发区。

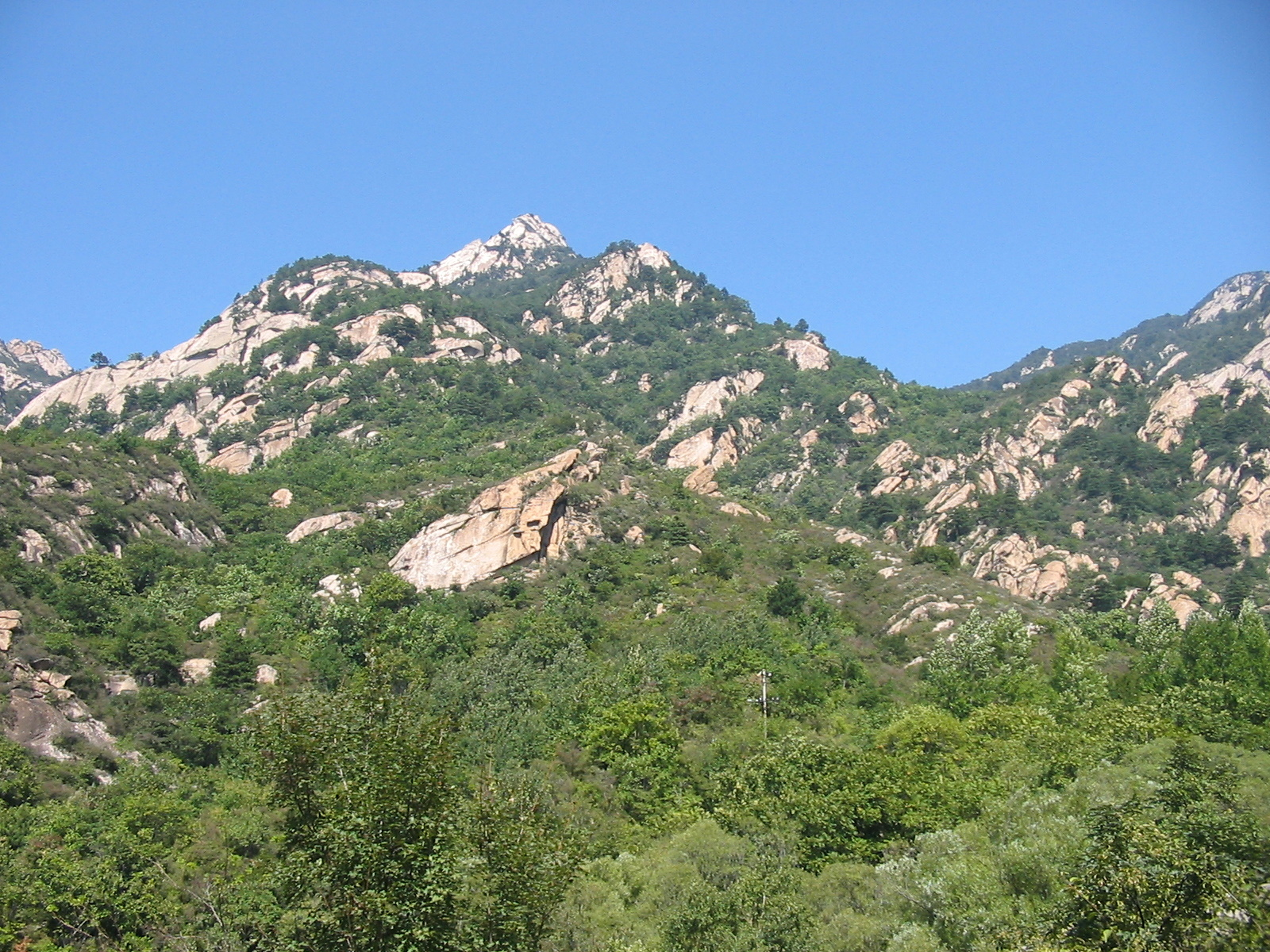
云蒙山霞光峰

公园内有千米以上的山峰166座。云蒙山五峰是云蒙山的制高点，分别是鬼谷峰、孙膑峰、庞涓峰、苏秦峰和张仪峰。鬼谷峰最高，海拔1414.7米，是云蒙山的顶峰，其次是庞涓峰，海拔1402.8米，其余三峰海拔也都在1300米以上。

### 气候
云蒙山属于暖温带大陆性半干旱季风性气候，四季分明，春季干旱多风，蒸发量大，夏季炎热多雨，多发冰雹，秋季冷暖适宜，降温较快，冬季严寒少雪，干冷多风。年温差较大，1月平均气温-10℃，7月平均气温20℃，年平均气温7℃左右。云蒙山属于山前多雨区，年平均降水量700毫米，略比华北平原丰富，夏季是降水最集中的季节，降水量可占全年的70%以上，并常有暴雨发生，单日降水量超过80毫米时易诱发泥石流。

### 水文

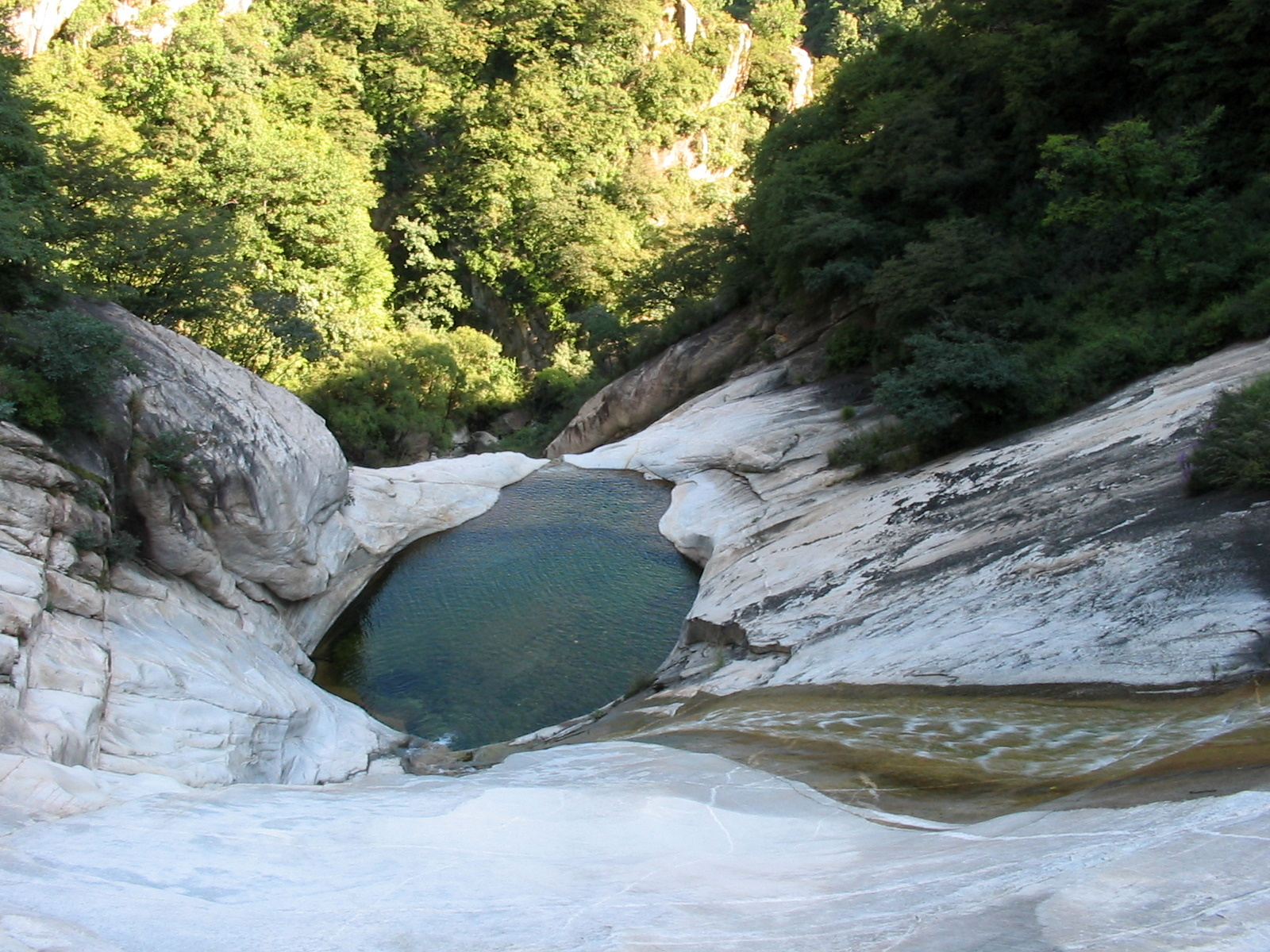
森林公园内的莲花潭与瀑布

云蒙山属于潮白河水系的水川河流域。公园位于密云水库的水源保护区内，山区的水川河汇入潮白河后流入密云水库。公园内潭瀑景观众多，拥有落差115米的四十八盘大瀑布和落差86米的莲花潭瀑布等常年瀑布与众多季节性瀑布。

## 自然资源

### 植物
云蒙山国家森林公园森林覆盖率达90%以上，森林构成主要为天然次生林，以温带落叶阔叶林为主，针阔块状混交。云蒙山有木本植物179种，其中乔木82种，灌木85种，藤本植物12种，草本植物532种。公园内乔木以蒙古栎、白桦、核桃楸、油松、黄檗为主，其中黄檗分布于海拔600-1000米，公园内有近25000棵。紫椴、核桃楸和黄檗是国家珍稀濒危植物和重点保护植物，公园内分布有成片的以这几种植物为优势种的群落，在北京较为罕见。公园内野生果树资源丰富，海拔600-1000米之间有大量野生猕猴桃，年产量1.5万公斤左右，海拔600-1200米分布有3万棵山核桃，年产量2万公斤左右，另外还有平榛、山葡萄、悬钩子等。公园内还分布有蓝荆子、照山白、锦带花、太平花、溲疏、绣线菊、丁香、胡枝子、杭子梢等大量灌木花卉植物以及黄精、党参、沙参、乌头、百合等中药。